# Nightmare in A-Minor
Nightmare in A-Minor är horrorcoregruppen Gravediggaz, dock utan både RZA och Prince Paul, sista album. När albumet släpptes hade redan Poetic (The Grym Reaper) dött av koloncancer.

## Låtlista
1. Mike Check Intro: Prince Paul (Skit) – 0:37
2. Bloodshed – 4:48
3. False Things Must Perish – 4:21
4. Last Man Standing (Skit) – 2:17
5. Killing Fieldz – 3:47
6. Burn Baby Burn – 4:23
7. Wanna Break – 4:02
8. God-Vs-Devil – 2:15
9. Zig Zag Chamber – 4:13
10. Today's Mathematics – 4:34
11. Running Game on Real – 3:56
12. East Coast-Vs-West Coast (Skit) – 0:22
13. Rest in da East – 4:16
14. Guard Ya Shrine – 2:15
15. Nightmare in A-Minor – 4:31
16. End of da World – 3:22
17. Man Only Fears – 3:56
18. Universal Shout Outs (Skit) – 2:47
19. Da Crazies (Skit) – 0:48